# Путивльська вулиця (Конотоп)
Вулиця Путивльська — вулиця міста Конотоп Сумської області.

## Розташування
Одна з головних вулиць району Загребелля. Пролягає від вулиці Володимира Великого до окраїни міста. Закінчується дорогою, що веде в напрямку міста Путивль.

## Історія
Існує з XVIII століття. Вперше згадується у 1782 році.
Перша назва вулиці — Путивльский тракт або Путивлська вулиця. Назву отримала через напрямок в якому розташовувалась вулиця. Вулиця закінчувалась дорогою, що вела у напрямку міста Путивль, нині Сумська область.
З початку XX століття — частина вулиці Свердлова. Названа на честь радянського політичного діяча Якова Михайловича Свердлова.
З 1957 року — вулиця Конотопських партизан. Названа на честь Конотопського партизанського загону, що діяв під час Другої світової війни.